# Amadeus (1984.)
Amadeus je biografski film  Miloša Formana iz 1984. i dobitnik osam Oscara. Zasnovan je na istoimenoj drami Petera Shaffera koju je napisao nakon što je vidio kratku dramu Aleksandra Puškina zvanu Mozart i Salieri (koju je poslije Nikolaj Rimski-Korsakov pretvorio u operu) Djelomično je temeljena na životima skladatelja Wolfganga Amadeusa Mozarta i Antonija Salierija.

## Radnja
Film počinje s poluludim Salierijem u duševnoj bolnici, u koju je poslan nakon što je pokušao počiniti samoubojstvo. Posjećuje ga mladi svećenik iz Beča, a Salieri mu polako, u početku mrzovoljno, počinje pričati svoju životnu priču. Na njenom početku, Salieri je dvorski skladatelj u Beču, na dvoru cara Josipa II. Život je dobar. Uspješan je i popularan, zadovoljan svojim statusom i svojom glazbom. Zahvalan je Bogu, za kojeg vjeruje da je s njim sklopio dogovor: Bog će nagraditi njegov skladateljski uspjeh ako on, Salieri, posveti svoj cijeli život Bogu. On je u miru sa sobom i svojim Stvoriteljem. Tada upoznaje Mozarta.
Kao poštovatelj Mozartovog rada, Salieri je uzbuđen što ima priliku da se upozna s njim u salonu. Ali pronalazi Mozarta kako puže po podu obuzet vulgarnim seksualnim igrama. Salieri je zbunjen: kako je takvu božanstvenu glazbu mogla napisati takva površna budala?
Konačno, nakon serije bolnih poniženja, Salieri shvaća kako je ograničen u odnosu na Mozarta. Ne može shvatiti kako ga je Bog izdao. Zašto bi Bog dao bogohulnom Mozartu takav talent, a ne Salieriju? Salieri, koji je bio pobožan katolik cijeli život, ne može vjerovati da je Bog odlučio dati Mozartu takav dar preko njega živog. Više od svega, Salieri ne može razumjeti zašto ga je Bog potaknuo da postane skladatelj i onda ga napustio. U jednom trenutku on uzvikne: 
»Sve što sam ikad htio je bilo pjevati Bogu. Dao mi je tu želju, kao strast u mom tijelu, ali me tada učinio nijemim. Zašto? Zašto usaditi želju, ali ne i sposobnost. ZAŠTO?!«
Počinje vjerovati kako Bog piše prekrasnu glazbu kroz Mozarta samo kako bi pokazao Salieriju kako je prosječan. Salieriju je slomljeno srce. Dao je Bogu svu ljubav i glazbu, čak ostao u celibatu zbog njega. Ali sada osjeća kako se Bog smije njegovoj osrednjosti. Bijesan i izgubljen, Salieri se odriče Boga. U snažnoj sceni, uzima raspelo sa zida i baca ga u vatru. Zaklinje se kao Božji neprijatelj i obećava osvetu protiv Boga tako što će uništiti Mozarta. Salieri se pretvara da je Mozartov prijatelj, da će mu pomoći, ali u isto vrijeme daje sve od sebe kako bi uništio njegovu karijeru. Mozart je bezbrižan, društveno i financijski, ali njegov prvotni uspjeh na dvoru slabi. Njegova pijančevanja i tulumarenja počinju prijetiti bankrotom. Njegovo zdravlje, brak i reputacija počinju patiti, ali posao teče besprijekorno. Preponosan da bi nekog poučavao, počinje skladati, ali nema novca kojim bi platio svoju ekstravaganciju.
Salieri postaje svjestan Mozartovih financijskih i emocionalnih slabosti, što bi mogao biti ključ njegove osvete. Kao dijete, Mozart je bio emocionalno osakaćen očevim bezosjećajnim ambicijama, pa Salieri podmuklo uvjerava Mozarta da je njegov pokojni otac ustao iz groba i zatražio da napiše rekvijem - misu za mrtve. Uvjeren da ga progoni očev duh, Mozart doživljava živčani slom i postaje alkoholičar. Salierijev ludi, ali briljantni plan, je da prisvoji naručeni rekvijem, ubije Mozarta i odsvira ga Mozartovu sprovodu, tvrdeći kako ga je on, Salieri, napisao. Ukravši savršeni Mozartov rekvijem, počinje vjerovati kako je ukrao djelo koje je napisao sami Bog. Ako povijest upamti Salierija kao genijalnog skladatelja, uspjet će i njegova osveta.
U međuvremenu, Mozartov prijatelj, Emanuel Schikaneder uvjerava Mozarta da napiše operu "za narod". Mozart se složi, napisavši Die Zauberfloete. Opera doživljava veliki uspjeh, ali tijekom premijere, Mozart (koji je prenaporno radio kako bi završio i rekvijem i operu) se sruši od umora, nakon čega ga Salieri vodi kući.
U kući, Salieri prisiljava smrtno bolesnog Mozarta da nastavi raditi. Mozart mu odgovara kako je prebolestan da bi pisao. U jednoj od najdirljvijih scena filma, Salieri ponudi da preuzme ulogu pisca za Mozarta, prikovanog za krevet. Salieri računa da bi tako mogao konačno otkriti tajnu glazbenog genija. Mozart počinje izgovarati note, a Salieri ih zapisuje, zanesen glazbom, a Mozart slaže tematske slojeve. Salieri odjednom postaje zbunjen što bi ta glazba trebala predstavljati. Mozart mora stati i objasniti Salieriju strukturu glazbe. Nakon nekog vremena, Mozart, postajući sve slabiji, se zaustavlja da bi zahvalio Salieriju za njegovo prijateljstvo. Salieri, dirnut, iskreno odgovara: "Kažem ti, ti si najveći skladatelj kojeg sam upoznao." Mozartova žena vraća se kući i pronalazi Salierija s Mozartom. Salieri očajnički pokušava ponijeti rekvijem sa sobom, ali ga ona zaključava i zahtijeva da on ode. Rekvijem ostaje nedovršen, Salieru odlazi praznih ruku, a Mozart ubrzo umire. Salierijev plan se izjalovio. Mozartov sprovod je nedostojan, a zakopan je u neoznačenoj masovnoj grobnici.
Priča se prebacuje u umobolnicu sa starim Salierijem. Priča koju smo upravo vidjeli bila je ispovijed svećeniku. Salieri uvjerava svećenika kako je Bog ubio Mozarta, a ne Salieri. Kaže da je Bog radije ubio Mozarta nego da pusti Salierija da ukrade glazbu. Salieri, gorko se našalivši, ustvrdi kako je on svetac zaštitnik mediokriteta, te da će moliti za sve mediokritete u svijetu, uključujući svećenike. Ulazi podvornik kako bi odveo Salierija u kolicima na zahod. Prolazeći kroz umobolnicu, Salieri nailazi na veliki broj luđaka, od kojih su neki u kavezu, neki u okovima, dok se drugi pjene ili neobuzdano vesele. Oni predstavljaju muku svakog čovjeka. U zadnjoj sceni filma, Salieri ih pozdravlja i blagoslivlja kao papa. Došavši do svoje nosiljke, kaže im: "Mediokriteti svijeta, odrješujem vas grijeha, odrješujem vas, odrješujem vas, odrješujem vas sve." Ali film završava krupnim planom Salierija koji bolno zatvara oči dok zadnje sekunde filma ispunjava Mozartov djetinjasti smijeh.
Amadeus na  latinskom znači 'drag Bogu', Bogoljub. Bilo je to Mozartovo srednje ime, ali se možda naslov filma ne odnosi samo na Mozarta. Možda se ironično referira na tragičnog Salierija: jadni, naivni Salieri, koji je vjerno volio Boga da bi otkrio kako Bog nije volio njega.

## Produkcija
Mozarta je trebao glumiti mladi Kenneth Branagh, ali je zamijenjen Tomom Hulceom jer je redatelj Miloš Forman odlučio snimiti film s američkom postavom kako publiku ne bi omeo britanski naglasak. Meg Tilly trebala je glumiti Mozartovu suprugu, ali nakon što je pokidala ligamente noge dan prije početka snimanja, zamijenila ju je Elizabeth Berridge.

## Glumci
- F. Murray Abraham - Antonio Salieri
- Tom Hulce - Wolfgang Amadeus Mozart
- Elizabeth Berridge - Constance Mozart
- Roy Dotrice - Leopold Mozart
- Simon Callow - Emanuel Schikaneder
- Jeffrey Jones - car Josip II.

## Nagrade, kritike i priznanja
F. Murray Abraham i Tom Hulce natjecali su se u borbi za Oscara u kategoriji najboljeg glavnog glumca.
Isaac Asimov hvalio je Abrahamov portret Salierija u svojoj kolekciji eseja "The Relativity of Wrong", naglasivši kako je zaslužio nagradu za najboljeg glumca.
Na dodjeli Oscara u Los Angelesu, 25. ožujka 1985., dogodila se neobična scena. Dok je vremešna ikona Laurence Olivier prezentirao nominirane za najbolji film, otvorio je omotnicu, i umjesto da predstavi nominirane, jednostavno je pročitao "Pobjednik je Amadeus.
Službenik Akademije brzo je otišao na pozornicu kako bi provjerio je li Olivier točno pročitao pobjednika, i potvrdio izbor. Saul Zaentz, producent, u govoru zahvale je spomenuo i ostale nominirane: Polja smrti, Put u Indiju, Mjesto u srcu i Vojnikova priča.
 Američki filmski institut svrstao je film na 53. mjesto najboljih američkih filmova u svom izboru iz 1998., "AFI's 100 Years... 100 Movies".
Osim Oscara za najbolji film, F. Murray Abraham je dobio nagradu za najboljeg glavnog glumca, a Miloš Forman za režiju. Film je osvojio Oscare i za dekoraciju, dizajn kostima, šminku, zvuk i adaptirani scenarij.

## Zanimljivosti
- Sniman je u češkom gradu Kroměřížu.
- Film je bio inspiracija za Falcovu pjesmu "Rock Me Amadeus".
- Finski metal sastav Children of Bodom koriste Abrahamovu rečenicu "From now on we are enemies... you and I..." kao uvod u svoju pjesmu "Wareheart".
- I F. Murray i Abraham (Salieri) i Thomas Hulce (Mozart) bili su nominirani za Oscara za glavnu ulogu; Abraham je dobio. Slično tome, Ian McKellen (Salieri) i Tim Curry (Mozart) su bili nominirani za nagradu Tony za glavnu ulogu u broadwayskoj produkciji, te je opet pobijedio glumac koji je portretirao Salierija.
- Film je parodiran u epizodi serije Family Guy, nazvanoj 'It Takes a Village Idiot, and I Married One'.
- Osim toga, parodiran je i u Simpsonima, s Lisom u ulozi Salierija, i Bartom kao Mozartom.

## Vanjske poveznice
- Amadeus u internetskoj bazi filmova IMDb-a
- Amadeus Immortal - fansite
- Analysis of Amadeus - drama i film